# جزر مامانوكا
جزر مامانوكا (بالإنجليزية: Mamanuca Islands)‏ من جزر فيجي هي أرخبيل بركاني، تقع إلى الغرب من نادي وإلى الجنوب من جزر ياساوا. تعد مجموعة جزر مامانوكا ذات شعبية سياحية ومقصدا للسياح، وتتكون من حوالي 20 جزيرة، ولكن سبعة منها تغمر بمياه المحيط الهادئ عند ارتفاع المد.